# Amund Ringnes

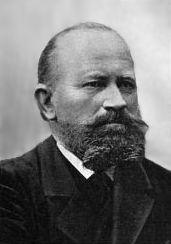
Amund Ringnes (1901)

Amund Ringnes (* 7. Oktober 1840 in Krødsherad; † 13. Januar 1907 in Christiania) war ein norwegischer Unternehmer und Mäzen. Er ist bekannt für seine finanzielle Unterstützung der Polarforscher Fridtjof Nansen und Otto Sverdrup.

## Leben
Amund Ringnes wurde 1840 als Sohn des Landwirts Anders Knudsen Ringnes (1813–1875) und dessen Frau Maren Amundsdatter (1815–1876) geboren.
Ringnes arbeitete zunächst fünf Jahre bei Akers Mekanikse Verksted, bevor er 1865 zur Christiania-Brauerei wechselte. 1876 gründete er gemeinsam mit seinem jüngeren Bruder Ellef und dem Finanzier Axel Heiberg die Brauerei Ringnes & Co. Ellef hatte die kaufmännische Leitung inne, während Amund für die Produktion zuständig war. 1896 war er Mitbegründer der Holmenkollenbahn.
Gemeinsam mit Axel Heiberg und dem Reeder Thomas Fearnley (1841–1927) sammelten die Brüder Ringnes private Spenden für Nansens Fram-Expedition von 1893 bis 1896. Die Firma Ringnes & Co. spendete allein 6.000 Kronen. Wiederum mit Heiberg finanzierten Amund und Ellef Ringnes die Zweite Fram-Expedition 1898–1902 unter Kapitän Otto Sverdrup. Von den Gesamtkosten von 216.000 Kronen übernahm das norwegische Parlament 20.000. Den Rest teilten sich die Sponsoren zu gleichen Teilen. Die Expedition führte zu umfangreichen geographischen Entdeckungen in der kanadischen Arktis (etwa 150.000 km²). Sverdrup benannte die drei größten der neu entdeckten Inseln Amund-Ringnes-, Ellef-Ringnes- und Axel-Heiberg-Insel.
Für seine Verdienste wurde Amund Ringnes mit dem Sankt-Olav-Orden dekoriert (Ritter 1. Klasse 1898, Kommandeur 1902).
Amund Ringnes war seit dem 19. September 1870 mit Laura Jensen (1850–1902) verheiratet.